# Konačan graf
Konačan graf, pojam iz teorija grafova. Uzevši da je graf G je uređeni par G = (V, E) u kojem je skup vrhova V=V(G), zatim E=E(G)skup bridova disjunktnih s V, gdje svaki brid {\displaystyle e\in E} spaja dva vrha {\displaystyle u,v\in V} koji se zovu krajevi od e. Konačan je onaj graf G za koji vrijedi da su mu pripadajući skupovi konačni, tj. skup vrhova V i skup bridova E. U suprotnom je beskonačan.
Temeljna dva parametra u svezi s konačnim grafom su:
- v(G) =|V(G)|=red od G (broj vrhova od G)
- e(G) =|E(G)|=veličina od G (broj bridova od G).